# Базильків Ольга
Ольга Базильків, псевдо «Шуминка» (1 лютого 1913, м. Стрий, нині Львівської обл. — травень 1943, Житомирська обл.) — діячка українського підпілля, член 8 пластового куреня імені княгині Ольги (Стрий), активістка «Сокола» та «Союзу українок». Член Стрийського районного проводу ОУН.

## Життєпис
Ольга Базильків народилася 1 лютого 1913 року в м. Стрий (нині Львівська область, Україна, тоді Австро-Угорщина).
Була активною пластункою, членкинею «Сокола» та Союзу українок, Стрийського районного проводу ОУН. Виступала проти фемінізму.
У 1939–1941 перебувала на території Краківського генерал-губернаторства (Краків, Володава). Учасниця Похідних груп ОУН, референт жіноцтва крайового проводу ОУН Осередніх Українських Земель (ОСУЗ).
Загинула з рук нацистів у травні на Житомирщині, у часописі «Мандрівець» подано інформацію, що Ольга Базильків загинула разом зі своїм нареченим Володимиром Тимчієм, розірвала себе гранатою щоб не потрапити до рук німців.